# Anthenea aspera
Anthenea aspera är en sjöstjärneart som beskrevs av Doderlein 1915. Anthenea aspera ingår i släktet Anthenea och familjen Oreasteridae. Inga underarter finns listade i Catalogue of Life.